# GMO外貨
GMO外貨株式会社（ジーエムオーがいか、英: GMO Gaika, Inc.）はGMOフィナンシャルホールディングス株式会社の子会社で、証券業を営む株式会社である。

## 概要
2003年、サイバーエージェントの子会社として設立された。2013年1月31日よりヤフーの子会社として「YJFX!」のブランドで展開し、2021年9月27日からGMOフィナンシャルホールディングスの傘下に入った。
GMO外貨は、店頭FX取引（外国為替証拠金取引）の「外貨ex」、CFD取引の「外貨ex CFD」、店頭通貨バイナリーオプションの「オプトレ!」の金融サービスを提供している。
「外貨ex」では、スマートフォンアプリの使い易さを心がけており、外貨両替（現受・現渡）も可能である。
取引ツールとして、「Eｘチャート」、「Desktop Cymo（デスクトップサイモ）」、「Cymo NEXT（サイモネクスト）」「iPhone Cymo（アイフォーンサイモ）」「Android Cymo（アンドロイドサイモ）」などが利用できる。

## 取扱商品
| 商品名     | 内容 | 備考 |
| ---------- | --- | ---- |
| 外貨EX     | 外国為替証拠金取引。通貨ペア数は25種類。主要通貨の取引単位は1,000通貨単位。 レバレッジは1・10・25倍（法人の場合1・10・25・50・100倍）のコースがある。 スプレッドは米ドル/円で0.2銭。 |      |
| 外貨EX CFD | CFD取引。 |      |
| オプトレ！ | 外国為替による店頭バイナリーオプション。通貨ペア数は8種類。 |      |

## 沿革

### 株式会社シーエー・キャピタル
- 2003年9月1日 - サイバーエージェントが株式会社シーエー・キャピタルを設立。外国為替証拠金取引(FX取引)の「外貨ex」サービス開始。
- 2005年6月 - 信託保全サービスを開始。
- 2006年6月 - 取引システムを導入し、自社によるカバー取引を開始。

### 株式会社サイバーエージェントFX
- 2006年10月1日 - 株式会社サイバーエージェントFXに社名変更[5]。
- 2007年9月 - 金融商品取引法に基づく第一種金融商品取引業(関東財務局長(金商)第271号)に登録。
- 2008年
  - 4月 - 渋谷マークシティに本社を移転。「外貨ex」FX専業初のFX取引のモバイルアプリNTTドコモ版「Cymo（サイモ）」のサービス開始。
  - 9月 - TRUSTe認証の取得。
  - 10月 -「外貨ex」パソコンデスクトップ用の「Desktop Cymo（デスクトップサイモ）」のサービス開始。
- 2009年
  - 6月 -「外貨ex」のコールセンター24時間受付のサービス開始。
  - 12月 -「外貨ex」世界初、Adobe AIR使用のFXトレードツールアプリ「Cymo NEXT（サイモネクスト）」サービス開始。総口座数が10万口座を突破。
- 2010年
  - 2月 - 金融商品取引法に基づく第二種金融商品取引業(関東財務局長(金商)第271号)に登録。法人向けカバー取引「C-NEX」のサービスを開始。
  - 3月15日 - 取引所外国為替証拠金取引（取引所FX取引）の「くりっく365」のサービスを開始。
  - 4月 - 預かり資産残高が500億円を突破。
  - 4月19日 - 個人向けカバー取引「C-NEX」のサービスを開始。
  - 7月 -「くりっく365」コールセンター24時間受付開始 。
  - 11月 - 「外貨ex」のテクニカル分析ツール「Exチャート」をリリース。
  - 12月 - 預かり資産残高300億円を突破。
- 2011年
  - 8月 - 「外貨ex」FX業界初「Windows Phone」対応「Cymo（サイモ）」のサービス開始。
  - 9月 - FXトレードツールアプリ「Cymo NEXT（サイモ ネクスト）」をバージョンアップ。
- 2011年12月 - 店頭外国為替証拠金取引（店頭FX取引）の「CyberAgent FX MT4」のサービスを開始。（その後、2015年3月に終了）
- 2012年
  - 4月 - 預かり資産残高500億円を突破。
  - 5月 - 「外貨ex」スマートフォン向けの取引のサービス開始。
  - 12月12日 - ヤフーがサイバーエージェントFXを210億円で買収[6]。
- 2013年
  - 1月31日 - 株式会社サイバーエージェントからヤフー株式会社へ当社の全株式を譲渡[7]。
  - 1月 - 総口座数が20万口座を突破。
  - 7月 - 東京都港区赤坂9-7-1（ミッドタウン・タワー20F）に本社を移転。
  - 8月 - 「外貨ex」Tポイントをキャンペーンに導入。
  - 9月24日 - 店頭通貨バイナリーオプション「オプトレ！」のサービスを開始。
  - 10月 - 「外貨ex」アイバッド用の「iPad Cymo（アイパッドサイモ）」のサービス開始。
- 2014年2月 - 100％出資英国子会社「Gulliver FX Limited」が営業開始。

### ワイジェイFX株式会社
- 2014年3月1日 - ワイジェイFX株式会社「YJFX!」へ社名変更、「くりっく365」事業をインヴァスト証券へ事業継承[8][9]。
- 2015年
  - 3月11日 - 預かり残高1,000億円突破[10]。
  - 3月 - 店頭外国為替証拠金取引（店頭FX取引）の「MT4」のサービスを終了。
  - 5月 - 店頭外国為替証拠金取引（店頭FX取引）の「トレードコレクター」のサービスを開始。100％出資英国子会社「Gulliver FX Limited」による「Gulliver FX」のサービスを終了。
  - 6月 - 預かり資産残高が1,000億円を突破。
  - 9月 - レンジオプション「オプトレ!」のサービスを開始。
- 2016年
  - 3月 - 総口座数が30万口座を突破。
  - 6月 - 100％出資英国子会社「Gulliver FX Limited」を売却。
  - 10月 - 東京都千代田区紀尾井町1-3（東京ガーデンテラス紀尾井町 紀尾井タワー23F）に本社を移転。
- 2017年
  - 1月 - 法人向け店頭外国為替証拠金取引（店頭FX取引）の「トレードコレクター」のサービスを終了。
  - 7月 - 個人向け店頭外国為替証拠金取引（店頭FX取引）「トレードコレクター」のサービスを終了。
  - 11月 - 日本証券業協会に加入。
- 2018年
  - 1月 - 投資信託の販売事業を開始[11]。
  - 3月12日 - 100％出資子会社「トレーディア株式会社」を設立。
- 2019年
  - 10月1日 - グループ再編による持株会社移行により、「Zホールディングス」の子会社となった。
  - 11月8日 -「C-NEX」のサービスを終了[12]。
- 2020年
  - 1月13日 -「YJFX!」で取引するたびPayPayか現金あげちゃうサービスを開始[13]。
  - 3月2日 -「トルコリラ/円」、「メキシコペソ/円」、「英ポンド/豪ドル」の取扱を開始[14]。
  - 3月 -「外貨ex」でオンライン本人確認サービスを導入。
  - 6月 - 「外貨ex」のFX取引アプリ「外貨exアプリ」のサービス開始。
  - 11月 - 総口座数40万口座を突破。
- 2021年
  - 1月 - メディアコンテンツ「ファイナンススタジアム」サービス開始。
  - 5月 - ファイナンススタジアムYouTubeチャンネル「ファイスタTV」を開設。

### 外貨ex byGMO株式会社
- 2021年9月27日 - GMOフィナンシャルホールディングス（GMO-FH）が買収に伴い、社名及びサービス名を「外貨ex byGMO株式会社」に変更[15]。
- 2022年
  - 2月 - 「外貨ex」PC版FX取引アプリ「外貨ex for Windows」提供開始
  - 5月 - 渋谷フクラスに移転[16]。
  - 10月1日 - MT4チャートのサービスを終了。
  - 11月25日 - 投資信託のサービスを終了。
- 2023年
  - 2月1日 - 「ファイナンススタジアム」をGMOフィナンシャルホールディングス株式会社が運営する「トレードアイランド」へ移行。
  - 4月17日 - CFD取引「外貨ex CFD」のサービスを開始[17]。

### GMO外貨株式会社
- 2023年7月1日 - GMO外貨株式会社に社名変更[18]

## 不祥事
- 2016年2月2日、元従業員の持ち出しにより顧客情報最大18万5626件がネット上へ流出したことが発覚した[19]。

## CM
- 吉岡美穂（2003年11月）
- 魔裟斗（2007年6月）
- オダギリジョー（2014年3月）
- akane（2020年1月）
- 小倉優子（2022年12月）
- 谷まりあ（2024年12月～）[20]　※動画CM内で関連会社のGMOクリック証券と間違えないよう呼びかける異例の内容